# Mirosław Orzechowski

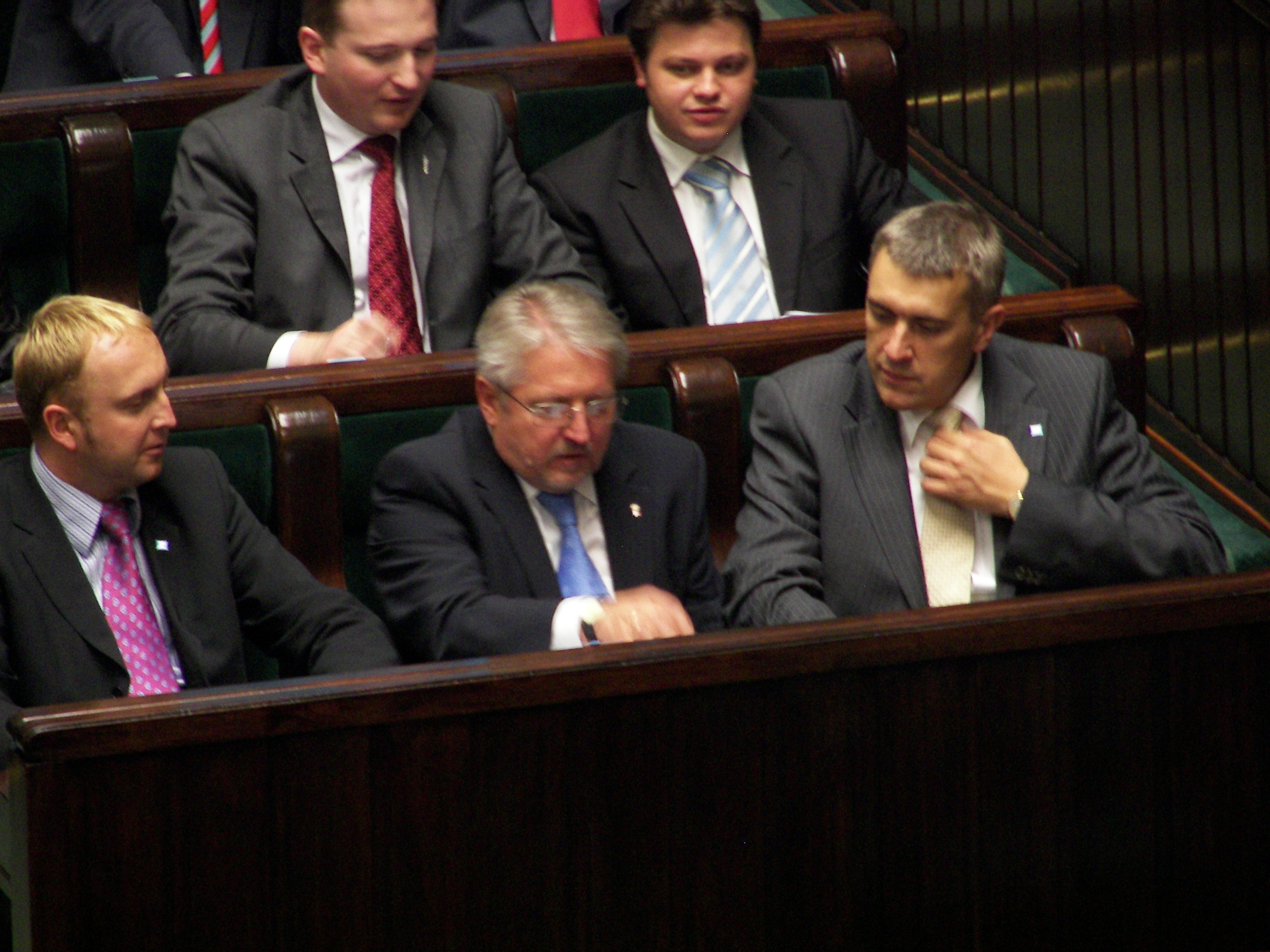
Wojciech Wierzejski, Mirosław Orzechowski i Roman Giertych w Sejmie RP V kadencji (7 września 2007)

Mirosław Orzechowski (ur. 28 września 1957 w Łodzi) – polski polityk, scenarzysta, dziennikarz i publicysta, poseł na Sejm V kadencji, w latach 2006–2007 wiceminister edukacji, dwukrotny p.o. prezesa Ligi Polskich Rodzin.

## Życiorys
Ukończył studia w Instytucie Teologicznym w Łodzi, Państwowej Wyższej Szkole Filmowej, Telewizyjnej i Teatralnej w Łodzi oraz na Wydziale Dziennikarstwa i Nauk Politycznych Uniwersytetu Warszawskiego.
Jest autorem scenariuszy filmowych i teatralnych, w tym współautorem scenariuszy do filmów Dziecko szczęścia i Księga wielkich życzeń. Uzyskał stypendium Narodowego Centrum Kultury w konkursie na scenariusz filmu fabularnego poświęconego historii Polski. Współtworzył katolicki miesięcznik społeczno-kulturalny „Aspekt Polski”, został redaktorem naczelnym tego pisma oraz redaktorem naczelnym kwartalnika „Echo z Parzna”. Został publicystą „Naszego Dziennika”. Dołączył do Katolickiego Stowarzyszenia Dziennikarzy, współtworzył i został prezesem Katolickiego Klubu im. św. Wojciecha, był współtwórcą i przewodniczącym Stowarzyszenia „Wspólnota Łódzka” oraz inicjatorem powstania Łódzkiego Domu Wydawniczego.
Przez trzy kadencje pełnił funkcję radnego rady miejskiej w Łodzi. Należał do Zjednoczenia Chrześcijańsko-Narodowego i Przymierza Prawicy. W latach 2002–2006 zajmował stanowisko zastępcy prezydenta miasta. W wyborach parlamentarnych w 2005 kandydował na posła z listy Ligi Polskich Rodzin, otrzymując 3474 głosy w okręgu łódzkim. Mandat poselski objął 7 kwietnia 2006, zastępując Ewę Sowińską, wybraną na urząd Rzecznika Praw Dziecka. Od 10 maja 2006 do 13 sierpnia 2007 zajmował stanowisko sekretarza stanu w Ministerstwie Edukacji Narodowej.
W trakcie pełnienia tej funkcji w wypowiedziach publicznych negował prawdziwość teorii Darwina, opowiadając się za nauczaniem w szkołach kreacjonizmu. Reakcją środowiska naukowego na głoszone przez niego poglądy był list podpisany przez 1135 naukowców, skierowany do władz państwowych z żądaniem jego odwołania. Wypowiadał się negatywnie o osobach orientacji homoseksualnej. Opowiadał się za wprowadzeniem ustawy mającej „zakazywać propagowania homoseksualizmu” w szkołach oraz m.in. za zwolnieniem z pracy nauczycieli, którzy ujawnią taką orientację.
Był kandydatem LPR na prezydenta Łodzi w wyborach samorządowych w 2006, zdobył 3775 głosów (1,7%), zajmując 6. miejsce. Od grudnia 2006 przewodniczył Klubowi Parlamentarnemu Ligi Polskich Rodzin. W lipcu 2007 objął też stanowisko przewodniczącego kongresu partii.
W przedterminowych wyborach parlamentarnych w 2007 bez powodzenia ubiegał się o reelekcję, uzyskując 1992 głosy. W 2008 bezskutecznie kandydował w wyborach uzupełniających do Senatu w okręgu krośnieńskim, uzyskując w nich 308 głosów i zajmując przedostatnie, 11. miejsce. Od czerwca 2008 kierował Ligą Polskich Rodzin po rezygnacji Sylwestra Chruszcza z funkcji pełniącego obowiązki prezesa partii. 25 października 2008 rada polityczna LPR powierzyła mu funkcję p.o. prezesa.
W marcu 2009 złożył rezygnację ze stanowiska p.o. prezesa Ligi Polskich Rodzin po tym, jak przedstawiono mu zarzut prowadzenia samochodu w stanie nietrzeźwości. Zaprzeczył jednocześnie popełnieniu zarzucanego mu czynu. Następcą na stanowisku prezesa Ligi Polskich Rodzin został Wojciech Wierzejski. 14 lipca 2009 przed sądem przyznał się do sprawstwa, został skazany na karę grzywny przy orzeczeniu trzyletniego zakazu prowadzenia pojazdów mechanicznych. Przejął ponownie obowiązki prezesa partii, które pełnił do momentu wyboru na prezesa partii Witolda Bałażaka 10 października tego samego roku. Przewodniczącym kongresu LPR pozostawał do 12 października 2013, kiedy to przestał zasiadać we władzach partii. W wyborach samorządowych w 2014 bez powodzenia kandydował do rady powiatu bełchatowskiego z listy komitetu Razem Jarosława Brózdy.